# Házi Árpád
Házi Árpád (Komádi, 1908. szeptember 20. – Budapest, 1970. november 13.) szabómunkás, politikus, miniszter.

## Életpályája
Az öt elemi után szabósegédnek állt, de kubikolással is foglalkozott. Az 1920-as évek második felétől Budapesten élt és dolgozott. Részt vett a Magyarországi Szabómunkások és Munkásnők Szakegyesületének munkájában, valamint a 100% munkáskórusának tevékenységében, ahol sztrájkokat és tüntetéseket szervezett. A Magyarországi Vörös Segély munkájába Martos Flóra vonta be. 1929-ben lett tagja a Kommunisták Magyarországi Pártjának. 1931-től a FECSKE (Ferencváros, Csepel, Kispest, Erzsébetváros) kommunista sejtnek volt a titkára. 1933-ban pártmunkája miatt kizárták a szabók szakegyesületéből.
1934–1935-ben a Szabó Ellenzék, 1935-től a KMP féllegális szervezetének, az Egyesült Szakszervezeti Ellenzék vezetőségének volt tagja. 1936-ban letartóztatták. Szabadulása tán, 1937-ben a párt utasítására belépett az KMP kispesti szervezetébe, 1941-ben a végrehajtó bizottság tagja lett. A külső, dél-pesti területek kommunista szervezeteit irányította. A háború alatt Rózsa Ferenc megbízásából megszervezte a KMP kispesti illegális csoportját. Többszöri lebukásokat követően 1942 májusától bujkálni kényszerült, illegalitásba vonult, üzemi ellenállási csoportok szervezésében vett részt. 1944 őszén háromfős csoportja a kispesti repülőgépgyárban sikeres szabotázsakciókat hajtott végre. 1945-ben részt vett az MKP pestlőrinci szervezetének létrehozásában, s párttitkára, valamint a Pest-Pilis-Solt-Kiskun vármegyei Nemzeti Bizottság elnökségi tagja lett. 1945 áprilisától a vármegye alispánjává nevezték ki, majd nemsokára rá, április 2-án Budapest képviseletében az Ideiglenes Nemzetgyűlésbe delegálták. 1946-ban bekerült az MKP KV tagjai közé. 1949. szeptember 16-án leváltották alispáni tisztségéből és kinevezték az Állami Ellenőrzési Központ élére, amelynek elnöke volt 1951. május 4-ig. 1951 májusában az MDP KEB és a KV Titkárságágának tagjává választották.
1950. május 8-ától 1951. április 20-áig, illetve 1953. július 4-től 1955. augusztus 26-áig az Elnöki Tanács tagja, 1951. április 20-tól 1952. november 14-éig belügyminiszter, 1952. november 14-től 1953. július 4-ig a minisztertanács elnökhelyettese, 1953. július 24-től 1955. augusztus 26-ig ismét az Állami Ellenőrzési Központ elnöke, 1955. augusztus 26-tól 1956. október 24-ig az állami ellenőrzés minisztere volt.
1956–1957-ben az MDP Pest megyei pártbizottságának titkára. 1957–1963-ban az MSZMP Pest megyei bizottságának osztályvezetője, majd 1963-tól – nyugdíjba vonulásáig – 1964-ig a Kereskedelmi, Asztalos- és Lakatosipari Vállalat igazgatója lett. 1948-ban Kossuth-díjjal tüntették ki.
A Kerepesi temető Munkásmozgalmi Panteonában találhatók hamvai.

## Művei
- Népgazdaságunk fejlődése a felszabadulástól az ötéves terv megindulásáig; / kidolg. MDP. Központi Előadói Iroda politikai gazdaságtani munkaközössége, vezető Friss István, előadó Házi Árpád, László Andor, Szalai Béla; Magyar Dolgozók Pártja Központi Előadói Iroda, Bp., 1950 (Magyar Dolgozók Pártja Központi Előadói Irodájának előadásai)
- A helyi tanácsok és a tömegek kapcsolata...; Jogi, Bp., 1952

## Külső hivatkozások
- Az Ideiglenes Nemzetgyűlés Almanachja (1944–1945)
- Házi Árpád iratai, Politikatörténeti és Szakszervezeti Levéltár, PIL 789. f.